# Fair Strike
Fair Strike est un jeu vidéo de simulation d'hélicoptères de combat, développé par G5 Software, édité par Buka Entertainment et commercialisé à partir de 2003.

## Système de jeu
Le jeu est composé d'une campagne de 38 missions permettant de prendre en main 6 hélicoptères différents.

## Réception
Le jeu a été plutôt mal accueilli par la presse spécialisée. Les critiques dépeignent un jeu sans originalité, doté d'un gameplay simpliste et répétitif et de graphismes dépassés.